# Præstø Amt

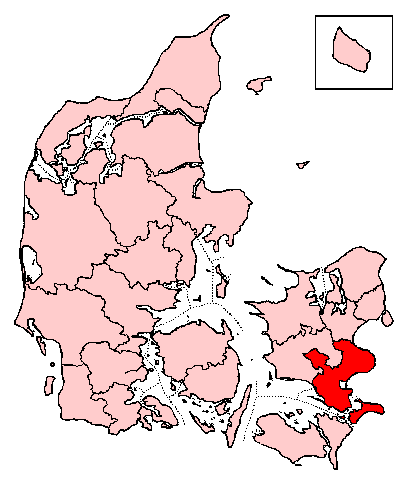
Præstø Amt

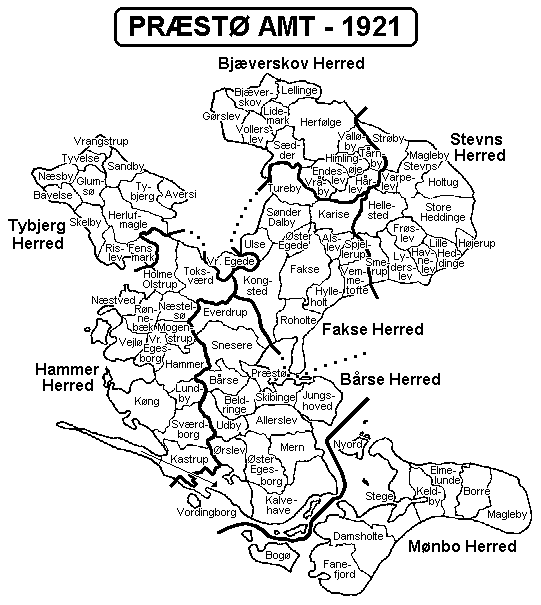
Præstø Amt 1921

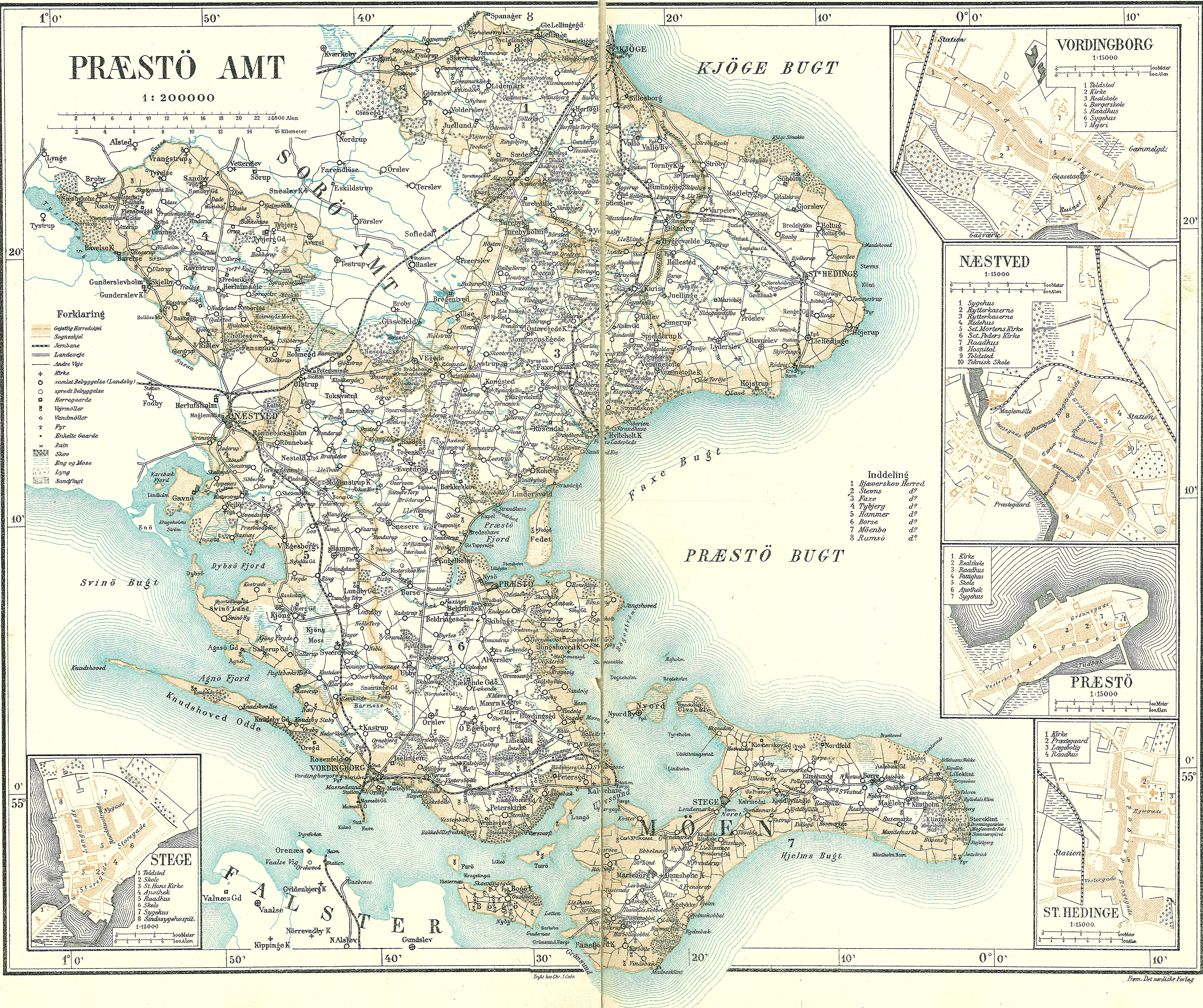
Præstø Amt rond 1900

Præstø Amt was tussen 1803 en 1970 een amt in Denemarken. Het bestuur van het amt was gevestigd in de stad Præstø. In 1970 werd het samengevoegd met Maribo Amt tot de nieuwe provincie Storstrøm.

## Herreder
Het amt omvatte vijf steden, Præstø, Store Heddinge, Næstved, Vordingborg en Stege, en zeven herreder:
- Tybjerg Herred
- Hammer Herred
- Bjæverskov Herred
- Stevns Herred
- Fakse Herred
- Bårse Herred
- Mønbo Herred